# ヴァン・ホルンボー
ヴァン・ホルンボー（Vagn Holmboe [ˈvɑwˀn ˈhʌlmˌpoˀ], 1909年12月20日 - 1996年9月1日）は、デンマークの作曲家。
ユトランド半島のホーセンス出身。カール・ニールセンの推薦で王立デンマーク音楽院に入学し、クヌーズ・イェッペセンに理論を、フィン・ヘフディングに作曲を学ぶ。1929年からベルリンでエルンスト・トッホに師事。ルーマニア人のピアニスト、メータ・グラフと結婚し、1933年から1934年までルーマニアで過ごす。その後デンマークに戻り、1950年から1965年までの間王立デンマーク音楽院で教壇に立った。
交響曲を13曲、室内交響曲を3曲、弦楽交響曲を4曲残しており、ニールセン以後のデンマークの最も重要な交響曲作曲家と考えられている。その他にも多くの協奏曲、20曲の弦楽四重奏曲、オペラ、合唱曲があり、作品番号なしのものを含めると作品は200曲にものぼる。
ホルンボーの初期の作品は、バルトークのような東欧の作曲家、さらにストラヴィンスキー、ニールセン、ショスタコーヴィチの影響が見られる。1950年代から1970年代にかけての作品は調性と主題の変容に特徴があり、シベリウスと似た傾向を示している。

## 文献
- Holmboe wrote several books, including Danish Street Cries: a study of their musical structure and a complete edition of tunes with words collected before 1960, translated by Anne Lockhart for Kragen, ISBN 87-980636-9-3, published 1988.
- Another is Experiencing Music. An English translation of this by Professor Paul Rapoport, formerly of McMaster University, published by Toccata Press in 1991 has ISBN 0-907689-16-7 in its paperback release.
- Paul Rapoport, an expert on the composer’s music, has written for Edition Wilhelm Hansen, Copenhagen, a worklist and discography entitled The Compositions of Vagn Holmboe, ISBN 87-598-0813-6, published 1996.